# Nueve de Julio (kommunhuvudort i Argentina, San Juan)
Nueve de Julio är en kommunhuvudort i Argentina.   Den ligger i provinsen San Juan, i den centrala delen av landet, 1 000 km väster om huvudstaden Buenos Aires. Nueve de Julio ligger 578 meter över havet och antalet invånare är 7 652.
Terrängen runt Nueve de Julio är mycket platt. Runt Nueve de Julio är det glesbefolkat, med 10 invånare per kvadratkilometer.. Närmaste större samhälle är Villa Krause, 17,7 km nordväst om Nueve de Julio.
Omgivningarna runt Nueve de Julio är i huvudsak ett öppet busklandskap.